# The Nature of Things
The Nature of Things è un album discografico a nome della Lenny Hambro Quintet, pubblicato dall'etichetta discografica Epic Records nel giugno del 1957.

## Tracce
Lato A
1. Comin' Thru – 3:23 (Lenny Hambro) – Registrato il 9 maggio 1956
2. Ain't She Sweet – 3:03 (Jack Yellen, Milton Ager) – Registrato il 9 maggio 1956
3. I Married an Angel – 3:44 (Lorenz Hart, Richard Rodgers) – Registrato il 10 maggio 1956
4. My Future Just Passed – 3:15 (George Marion Jr., Richard A. Whiting) – Registrato il 10 maggio 1956
5. Love Letters – 4:39 (Edward Heyman, Victor Young) – Registrato il 17 dicembre 1956
6. My Foolish Heart – 3:25 (Ned Washington, Victor Young) – Registrato il 17 dicembre 1956

Durata totale: 21:29
Lato B
1. Sweet Sue - Just You – 4:40 (Will J. Harris, Victor Young) – Registrato il 17 dicembre 1956
2. Like Someone in Love – 3:29 (Johnny Burke, Jimmy Van Heusen) – Registrato il 10 maggio 1956
3. I Love You Much Too Much – 3:57 (Don Raye, Chaim Towber, Alexander Olshanetsky) – Registrato il 9 maggio 1956
4. Libation for Celebration – 3:32 (Lenny Hambro) – Registrato il 17 dicembre 1956
5. Blue Light – 3:20 (Lenny Hambro) – Registrato il 10 maggio 1956
6. (I Don't Stand) A Ghost of a Chance (With You) – 4:16 (Bing Crosby, Ned Washington, Victor Young) – Registrato il 17 dicembre 1956

Durata totale: 23:14

## Musicisti
Comin' Thru / Ain't She Sweet / I Married an Angel / My Future Just Passed / Like Someone in Love / I Love You Too Much / Blue Light
- Lenny Hambro - sassofono alto
- Eddie Costa - pianoforte
- Sal Salvador - chitarra
- Clyde Lombardi - contrabbasso
- Harold Granowsky - batteria

Love Letters / My Foolish Heart / Sweet Sue, Just You / Libation for Celebration / (I Don't Stand) A Ghost of a Chance (With You)
- Lenny Hambro - sassofono alto
- Eddie Costa - pianoforte
- Barry Galbraith - chitarra
- Arnold Fishkin - contrabbasso
- Gus Johnson - batteria[2]